# Севериан
Вижте пояснителната страница за други личности с името Севериан.
Севериан (на латински: Severianus) e римски политик през средата на 3 век.

## Биография
Севериан е баща или брат на Марция Отацилия Севера, която е омъжена за император Филип Араб. Презимето Север изглежда е прието във фамилията на Marcii Otacilii, понеже както императрицата така и нейният син Филип II го носят. Изглежда фамилията взема това презиме между Северите.
Севериан е изпратен в началото на царуването на Филип Араб, по разказ на Зосим, като управител на Македония и двете Мизии във висша военна функция. Зосим поставя това назначение във връзка с изпращането на брата на императора, Гай Юлий Приск, на Изток, който също е с висша функция. Не е сигурно дали Севериан упражнява своята функция като сенатор или – като Приск – като рицар. Обмисля се дали Севериан е същият с неназования по име консулар на надпис от Ниш (Naissus) от 245 г. (AE 1957, 00135). Ако това е така, то Севериан наистина е имал сенаторски ранг.